# Alweendo Amungulu
Alweendo Paulus Amungulu (* 16. Dezember 1963 in Okafitu ka Kahala, Südwestafrika) ist ein namibischer Militär und war von 2020 bis 2024 als Konteradmiral Kommandeur der namibischen Marine.

## Früher Lebensweg und Ausbildung
Amungulu wuchs in seinem Heimatdorf Okafitu ka Kahala auf. Er besuchte die Grundschule in Olupaka und die weiterführende Schule in Outapi. Seine Schulausbildung schloss er 1981 in Kwanza Sul in Angola ab. Anschließend machte Amungulu eine Vielzahl von nicht-militärischen und militärischen Abschlüssen, darunter zunächst von 1981 bis 1984 zum Automechaniker in der Deutschen Demokratischen Republik.

## Militärische Karriere

### Vor der Unabhängigkeit
1987 begann die militärische Laufbahn von Amungulu mit dem Anschluss an die People’s Liberation Army of Namibia (PLAN), dem militärischen Flügels der SWAPO, im namibischen Befreiungskampf. Er besuchte das Tobias Hainyeko Training Centre im angolanischen Lubango, das er mit einer Ausbildung zum Funker verließ.

### Seit der Unabhängigkeit
Mit der Unabhängigkeit Namibias wurde Amungulu in die Namibian Defence Force (NDF) eingegliedert. Zunächst diente er in der Abteilung für Richtlinien, Planungen und Operationen im Rank eines Corporal. 1995 wurde er in den Rang eines Lieutenant erhoben und machte bis 1998 eine Weiterbildung in Brasilien. Er war maßgeblich 1999 an der Gründung einer Abteilung für Seestreitkräfte innerhalb der NDF beteiligt. Hier war er bis 2004 für nachrichtendienstliche Aufgaben zuständig. Als Lieutenant Commander übernahm Amungulu das erste namibische Kriegsschiff, die Lt. Gen. Dimo Hamaambo. Diese Position hatte er bis 2010 inne. Bis 2017 diente Amungulu als Kommandeur für den Marineunterstützungsdienst im Rang eines Kapitän (ab 2015 als Junior-Konteradmiral). Es folgten anschließend drei Jahre als Kommandeur für Marineoperationen. Zum 1. September 2020 wurde Amungulu Konteradmiral und übernahm das höchste militärische Amt in der Marine. Zu Ende Dezember 2024 trat er altersbedingt von seinem Posten zurück.